# Giulio Golia
Giulio Golia (Napoli, 7 giugno 1970) è un conduttore televisivo italiano.

## Biografia
Nato a Napoli, cresce a Torre del Greco. Dopo aver lavorato come animatore e cabarettista nei villaggi turistici, debutta in televisione nella prima metà degli anni 1990 partecipando, come barzellettiere, al varietà di prima serata di Canale 5 La sai l'ultima?. In seguito, inizia a collaborare al game show del preserale di Canale 5, Tira & Molla, condotto da Paolo Bonolis, in qualità di scaldapubblico, tra il 1996 e il 1998. Sempre con Bonolis, ha lavorato tra il 1999 e il 2000 alla realizzazione di Chi ha incastrato Peter Pan? e di Ciao Darwin.
Nel 1998 entra a far parte del programma di Italia 1 Le iene, in veste di inviato e autore di sketch comici; diviene tra i punti fermi del programma per gli anni seguenti, nonché tra i volti più noti dell'emittente. Frattanto nell'estate 2007 è tra i conduttori del Festivalbar, insieme a Enrico Silvestrin ed Elisabetta Canalis. Sempre nello stesso anno partecipa come inviato alla realizzazione di Scappati con la cassa. Ancora per Italia 1: tra il dicembre 2010 e il gennaio 2011, conduce il programma Focus Uno; dal 2017 presenta il quiz Upgrade; sempre per Le iene, dall'ottobre 2016, è promosso tra i conduttori del programma.
L'esperienza ne Le iene lo vede anche protagonista, tuttavia, di un controverso caso di «pseudo-informazione» riconosciuto a posteriori come parte fondamentale nell'escalation del cosiddetto «inganno Stamina»: tra il marzo e il novembre 2013 Golia è autore di vari servizi a supporto del presunto metodo Stamina, attirandosi numerose critiche dalla comunità scientifica che ritiene l'operato di Golia e delle Iene «un esempio eclatante di irresponsabilità nella pratica della libertà d'informazione» causa la pubblicizzazione imprecisa e parziale del succitato pseudo-trattamento, di cui era acclarata l'invalidità terapeutica.
Sporadicamente attivo come attore, al cinema ha avuto piccole parti in Mari del sud di Marcello Cesena (2001) e L'agenzia dei bugiardi di Volfango De Biasi (2019); nel 2010 è inoltre apparso come guest star in un episodio della quarta stagione dei Cesaroni.

## Filmografia
- Mari del sud, regia di Marcello Cesena (2001)
- I Cesaroni – serie TV, episodio 4x10 (2010)
- L'agenzia dei bugiardi, regia di Volfango De Biasi (2019)

## Programmi TV
- La sai l'ultima? (1994)
- Tira & Molla (1996-1998)
- Le Iene (1998-in corso)
- Chi ha incastrato Peter Pan? (1999-2000)
- Ciao Darwin (2000)
- Festivalbar (2007)
- Scappati con la cassa (2007)
- Focus Uno (2010-2011)
- Upgrade (2017-2019)
- Le Iene presentano: Omicidio Vannini bugie e verità (2019)